# Lex Icilia de Aventino publicando
La lex Icilia detta de Aventino publicando è una lex publica approvata nel 456 a.C., consoli Spurio Verginio Tricosto Celiomontano e Marco Valerio Massimo Lettuca, su proposta del tribuno della plebe Lucio Icilio. Riguarda l'assegnazione dei terreni pubblici dell'Aventino alla plebe in proprietà privata perché potessero costruirvi le loro abitazioni: in questo modo nacque un quartiere plebeo compatto e unitario, centro della lotta di classe plebea nei decenni successivi.

## Premesse storiche
La Repubblica romana nata dopo la cacciata dei re etruschi (tradizionalmente collocata nel 509 a.C.) era caratterizzata da un forte carattere classista del patriziato. Consoli, senatori e sacerdoti potevano essere solo patrizi, e solo i patrizi - ed i loro clienti -, di fatto, erano legittimati ad occupare la terra.
In questa situazione andò crescendo il malcontento della plebe, ossia di quella variegata maggioranza della popolazione esclusa dalle cariche pubbliche e dal possesso della terra, gravata dalla crisi economica del V secolo a.C. che costrinse molti tra i più poveri a legarsi ai più ricchi, specie patrizi, tramite stati di semiasservimento quali il nexum. In un periodo di gravi minacce militari dall'esterno, la plebe si ritirò sul Monte Sacro (494 a.C.) avanzando tre rivendicazioni fondamentali: terra in proprietà privata, accesso alle cariche pubbliche e sgravi sui debiti fino all'abolizione dell'odiosa garanzia del nexum. La prima secessione della plebe portò i suoi frutti con l'autorizzazione del Senato a tollerare che la plebe si desse dei suoi istituti (tribuni della plebe, edili della plebe, concilio della plebe e iudices decemviri) tutelati dalla lex Sacrata.
Così, ottenuti i primi strumenti per combattere una lotta di classe, le guide della plebe iniziarono a far valere le proprie rivendicazioni. Nel 471 a.C. con la lex Publilia Voleronis il concilio della plebe fu riconosciuto ufficialmente come istituzione di tutta la città, ed iniziò la lotta per l'equiparazione delle assemblee e delle deliberazioni plebee con quelle patrizie. Per quanto riguarda le assegnazioni di terra, la prima proposta in tal senso fu avanzata nel 486 a.C. dal console Spurio Cassio Vecellino, già autore del celebre Foedus Cassianum con la Lega Latina. Tuttavia la sua proposta di lex Cassia agraria fu respinta dal Senato, ed appena uscito di carica egli stesso fu accusato di adfectatio regni, ossia di voler farsi re con l'appoggio della plebe povera - di fare populismo, in sostanza -, e perciò ucciso.
Il tribuno della plebe Lucio Icilio nel 456 a.C. riuscì alla fine a far passare un provvedimento molto simile ad una lex agraria - tanto temuta dai senatori e dal patriziato -, ma limitata all'assegnazione in proprietà privata di lotti di terreno da edificare sull'Aventino, il colle appena fuori dalla Roma di allora, ed in qualche modo "maledetto" - secondo la leggenda tradizionale - dal tentativo sfortunato di Remo di fondarvi la sua città.

## Contenuto della lex Icilia
Lo storiografo greco Dionigi d'Alicarnasso riferisce che il testo della legge era stato inciso su tavole di bronzo ed esposto nel tempio di Diana sull'Aventino. Riferisce perciò che si faceva riferimento a tre categorie di terreni:
1. terreni già occupati iure (εκ του δικαιου, scrive Dionigi), quindi in maniera lecita, che sarebbero rimasti ai loro possessori;
2. terreni occupati vi aut clam, ossia con frode o con violenza, che sarebbero stati espropriati dallo Stato (eventuali costruzioni insistenti sugli stessi dovevano essere demolite dietro risarcimento ai vecchi possessori);
3. terreni pubblici da assegnare gratuitamente e per sorteggio in proprietà privata ai plebei secondo quanto potevano costruirne al momento dell'assegnazione.
Va chiarito, come evidenziato dal romanista Feliciano Serrao e da altri studiosi, che il modo di appartenenza caratteristico del patriziato è il possesso tutelato dalla consuetudine (iure), mentre quello plebeo è la proprietà piena ed esclusiva tutelata per legge (lege). Perciò nel caso di terreni occupati con frode o con violenza ed espropriati dallo Stato, il risarcimento per le costruzioni demolite è semplicemente una valutazione discrezionale del legislatore, dettata da motivazioni politiche.
Dionigi d'Alicarnasso sostiene anche che fosse possibile per gli assegnatari riunire i lotti e costruire abitazioni che, secondo l'indagine condotta dal Serrao, sarebbero cadute in un regime di condominio solidale, in cui ogni proprietario risultava proprietario dell'intero.